# 안추엘로
안추엘로(스페인어: Anchuelo)는 스페인 중부에 있는 마드리드 지방의 도시이자 지방 자치체이다. 알칼라 자치주에 속해 있으며, 알칼라데에나레스에서 12km 정도 떨어진 곳에 위치해 있다. 21.55km2 면적 내에 인구 1,209명이 거주하고 있으며, 인구 밀도는 56.1명/km2이다. 이 마을에서는 산 페드로 마르티르 축제가 열린다.

## 인구
| 연도 | 1890 | 1900 | 1910 | 1920 | 1930 | 1940 | 1950 | 1960 | 1970 | 1981 | 1991 | 2005 |
| ---- | ---- | ---- | ---- | ---- | ---- | ---- | ---- | ---- | ---- | ---- | ---- | ---- |
| 인구 | -    | 357  | 410  | 410  | 471  | 506  | 554  | 559  | 552  | 518  | 540  | 777  |